# CD-R
CD-R (Compact Disc Recordable) とは、データを書き込みできるコンパクトディスクの一種。一度書き込まれたデータは書き換えも消去もできないものの、容量が許す限り追記は可能であり、このことから「追記型」（WORMメディア）と呼ばれる。
1988年に太陽誘電がCD-Rを開発し、1989年6月より販売を開始、1990年に初めてCD-Rドライブが商品化され、同年に規格書「オレンジブック パートII」に規定された。
1990年代以降のデジタルデータ記録用途で使用されており、一旦書き込むと書き換え不能なメディアであるため、データなどのバックアップや、改変不能なデータの配布のためのメディアとして有用である。他に、CD-DAを書き込むことで、CDプレイヤーで使用可能な音楽CDを作成するために利用する用途もある。さらに、データとCD-DAを混在させたメディアの作成も可能である。また、ビデオCDの作成にも使用できる。
2000年代以降新しい規格策定により、追記可能メディアでも再生時間90分以上の音楽CDを作成出来る800 - 875MB盤が登場。しかし互換性の改善と書き込みソフトの対応は限定的で、データ保存の役割ではDVD-RやBD-R、メモリーカード・USBメモリ・オンラインストレージといった次世代メディアの大容量化と低価格化が進み、音楽CD以外の用途においてCD-Rは取って代わられている。
2020年代までに12cm・700MB盤が主流となり、650MB盤、800MB盤および8cm盤は1、2種類の製品のみ販売継続している。

## 歴史
記録できるCDとしては、CDのライセンサーであるソニーとフィリップスが開発し1987年に「ブルーブック」に規定されたCD-WO、同じく1988年に「オレンジブック パートI」に規定されたCD-MOがあったものの、いずれも普及しなかった。
1995年頃には既にパソコンにCD-ROMドライブがほぼ標準搭載されるようになり、Windows 95のような大容量のシステムも容易にインストールできる環境が整い、1996年からCD-Rは普及し始めた。当時のCD-Rドライブの価格は40万円、メディアが1枚5千円したのが、1996年初頭にはドライブは10万円を切るようになりメディアは1枚1000円と低価格化した。
1999年頃からは台湾メーカーによるメディアの価格競争もあり、1枚数百円に値下がりし急速に普及した。

## 仕様

### 容量
CD-Rにはデータ用と音楽用が存在する。両者とも同じ材質である。

#### データ用
オレンジブックに規定されている一般的なCD-Rで容量は、12cmのディスクで最大700MB（80分）の記録が可能で、650MBの場合は74分である。8cmのディスクで最大210MB（24分）の記録が可能で、185MBの場合は21分である。ポケットサイズで50MBある。
1980年代は主に74分CDであったが、1990年代から80分CDが出回るようになった。このこともあり、12cmのディスクは700MB（80分）が、8cmのディスクでは210MB〈24分〉が主流になっていった。
なお、以前は12cmのディスクで550MB（63分）、8cmのディスクでは156MBのメディアもあったが、現在では一部の音楽愛好家が使用するのみでほとんど使われなくなった。

#### 音楽用
音楽専用CD-R/RWレコーダー用のメディアで、データ用との違いは、判別信号 (Disc Application Code) が記録されており、レコーダー側で識別できるようになっていること（音楽用はデータ用へ流用出来るがこの逆は出来ない）と、私的録音補償金が上乗せされていることである。

#### High Capacity Recordable Disc
HCRDとも呼ばれる規格で、記憶容量はオレンジブックの規格上では最大で700MBである。しかし、700MBを超えるメディア、流通している物では最大870MBも存在しており、これらCD-Rや対応ドライブ・ライティングソフトが各社から発売されたため、2003年にフィリップスが700MBを超えるCD-Rの規格についてのガイドラインとして、High Capacity Recordable Disc (HCRD) 1.0を策定した。
最大容量は12cmのディスクで98分29秒74フレーム、8cmのディスクで30分の記録が可能である。ただし、ATIP（Absolute Time in Pregroove、絶対時間情報）のアドレスに矛盾が生じるため、オレンジブックには準拠しておらず、CD-Rのロゴは使用されていない。そして、このオレンジブックに準拠しないメディアを読み書きできる機器、ライティングソフトなどは依然として限られている。Eight-to-fourteen modulationが定めた規格最大容量は97分までであるため、ドライブ側で97分26秒であったり、97分32秒であったり対応が分かれている。
2019年現在90分ディスクは、ごく一部の市販CDに採用されている程度である。ドライブの読み書きの問題から、未だに難色を示すレーベルは多い。さらに、99分ディスクを使用したレーベルはまだ現れていない。このため「100分」という都合の悪い収録時間の音楽を収録しようとすると、CDを2枚組にしなければならず、CD出現初期からこの問題は解決していない。多くのCDプレーヤーの時間表示はそもそも100分以上を想定していないため、表示限界までの99分59秒がCD容量の限界として認識されたと考えられる。

### 構造
CD-Rは、ポリカーボネイト製基板、記録層、反射膜層（金、白金、銀など）、保護層、レーベル層の順に層で構成されている。サンドイッチ状に基板に挟まれた従来の記録済みCDと違い、記録層を表板に貼り付けただけの構造であり、表面が傷つけば記録層も剥がれ落ちる。そのため、表面に文字を書き込む際には、鉛筆やボールペンなどの先の尖った筆記用具は使用できず、先が柔らかくて尖っていない油性マジックやサインペンなどで書き込むよう注意が必要である。
従来の記録済みCDが、アルミニウム製の薄膜に「ピット」と呼ばれる微小な凹みを設けたことで起きる光の反射の度合いの変化でデータを読み取る方式であるのに対して、CD-Rでは、金属薄膜に塗布された有機色素の有無で反射の度合いを変化させる。
記録時には強い赤外線領域の波長780nmのレーザー光を照射することによる熱で、この有機色素の膜を焼き切り、反射層へ直接透過する点を発生させ、これをピットに相当させる。このためデータの記録は不可逆であり、1回書き込まれた情報の消去ができない。
品質の良いCD-Rであれば、反射率の変化は在来の記録済みCDにほぼ匹敵しており、一般のCD読み出し装置での使用が可能である。しかし、音楽用途では古いCDプレーヤーや反射光を読み込む性能が低いレンズを使用しているプレーヤーでは、一部のCD-Rを読み出せない事例や再生不良を起こす事例も多数報告されており注意が必要である。

#### 記録層
シアニン色素
太陽誘電が実用化した記録面材質で、CD販売初期から使われている。他の色素に比べて光や熱などによる化学的安定性が低いものの、CD-Rの普及に1役買った色素である。台湾製のメディアの一部などは一時期、シアニンを薄く塗ったCD-Rを販売して品質的にも問題があったが、フタロシアニンの普及などによる代替策がある。
フタロシアニン色素
三井化学が実用化した記録面材質である。当初は1社のみであったが、化学的性質が比較的安定しており、シアニンと比べて薄くしてもそれなりの効果が得られ、低価格化なども重なり、近年の韓国・台湾を始めとするアジア諸国製ディスクで多く使用されている。
アゾ色素
三菱化学メディア（現・Verbatim Japan）が実用化した記録面材質で、裏面の青さが特徴である。俗に「裏青」と呼ばれる。最も化学的安定性が高く、市場や海賊版製造で根強い人気を誇る。他よりも比較的高価であるが、耐久性や耐光性に特に優れる。2005年6月以降、三菱化学メディア製ディスクにもフタロシアニン色素の採用が進み、希少性が高まる中で、同社の委託生産先（台湾）の工場火災からアゾ色素採用製品の供給が止まり、市場から姿を消した時期もあった。

#### レーベル層
CD-Rを使った音楽CDの私的複製やオリジナルのコンピレーションCDの作成などが一般的になると、レーベル面にインクジェットプリンタで印刷ができるプリンタブルメディアの需要が高まった。家庭用インクジェットプリンタの多くはCD-Rのレーベル面印刷に対応している。

### 記録方式
CD-Rへの記録方式は、ディスクアットワンス方式とインクリメンタルライト方式とに大別される。実際の操作は使用するライティングソフトによって異なる。
ディスクアットワンス方式 (DAO - Disk at Once)
ディスクアットワンス方式によると、古いドライブやパソコン以外の機器との互換性は高くなる一方で、未使用領域への追加的利用には対応できない。
インクリメンタル方式 (Incremental Write)
セッションアットワンス方式 (SAO - Session at Once) やトラックアットワンス方式 (TAO - Track at Once)、パケットライト方式 (Packet Write) のような、インクリメンタル方式によると、古いドライブやパソコン以外の機器との互換性は低くなる一方で、未使用領域への追加的利用には対応可能である。ただし、クローズ情報を記録（ファイナライズ）した場合には、それ以降、未使用領域への追加的利用には対応できなくなる。

### 速度
書き込み速度は初期（1999年頃）には等倍速（1倍速）から4倍速であったが、徐々に向上し、2001年頃には8から16倍速、2003年頃には52倍速程度まで実用化された。この速度向上には、1994年に、ソニー、ヤマハ、太陽誘電など数社が「オレンジ研究会」を立ち上げ、製造段階でディスクに識別符号を割り振り各々の互換性を保証する「ライトストラテジー」を制定したことが影響している。なお、フィリップスはオレンジブックに準拠する立場から反対した。この高速化のためにはバッファーアンダーランの防止技術も必要とされた。